# Sabino (procurador)
Sabino foi um procurador da Roma Antiga ativo durante o reinado do imperador Augusto (r. 27 a.C.–14 d.C.). Esteve diretamente na eclosão de uma importante revolta judaica no começo do século I na região da Judeia em decorrência de suas ações na região em nome de Herodes Antipas, um dos pretendentes do falecido Herodes.

## Vida
Sabino surge no começo do século I. No tempo que o rei Herodes Arquelau (r. 4 a.C.–6 d.C.) estava ausente em Roma, foi a Jerusalém e tomou posse dos tesouros de Herodes, apesar de ter prometido que esperaria as instruções do imperador a respeito do que fazer com o testamento de Herodes. De acordo com Flávio Josefo, agiu dessa forma por estar secretamente ajudando Herodes Antipas, outro dos herdeiros do falecido rei. Se valendo de tumultos que ocorriam na Judeia, Sabino reuniu seus escravos para praticar atividades terroristas contra os judeus. Também tentou tomar as cidadelas que estava sob controle dos soldados de Arquelau, causando uma revolta. Muitos judeus, no festival de Pentecoste, se prepararam para apoiar a revolta e superar numericamente os apoiantes de Sabino. Eles tomaram Jerusalém e cercaram as forças de Sabino por todos os lados.
Sabino então fugiu à torre de Fasael, mas ordenou que seus soldados lutassem com os rebeldes, que se defendiam nos pórticos que cercavam o pátio externo do templo. Depois de sofrerem muitas baixas, os romanos decidiram incendiar os pórticos, matando-os. Sabino e seus soldados tomaram posse dos fundos sagrados que estavam depositados no templo. Pouco depois, os rebeldes sobreviventes cercaram o local onde Sabino estava e ameaçaram incendiar o prédio e exterminar todos os habitantes. A situação de Sabino tornou-se bastante difícil, devido ao fato de que alguns soldados do exército de Herodes desertaram e isso reduziu muito seu efetivo. Embora os rebeldes tenham lhe ofereceram uma passagem segura para deixar Jerusalém, ele não confiou nas palavras deles e ficou no palácio esperando a ajuda do governador da Síria Públio Quintílio Varo. Os tumultos em Jerusalém rapidamente se espalharam por toda a Judeia, o que obrigou Varo a intervir. O exército imperial não só conseguiu debelar a revolta, como tomou a Jerusalém. Sabino, no entanto, não se encontrou com o governador por ocasião de sua chegada na cidade, pois aproveitou o avanço romano para fugir pelo mar.